# Свети Мартин (остров)
Вижте пояснителната страница за други значения на Свети Мартин.
Свети Мартин (на френски: Saint-Martin – Сен Мартен, на нидерландски: Sint Maarten – Синт Мартен) е остров  от групата Малки Антили в североизточната част на Карибите, на около 300 км източно от Пуерто Рико. Наречен е (от Христофор Колумб) на името на Свети Мартин от Тур.
Най-високата точка е връх Паради (424 m), чието име означава Райски. На острова няма реки.
Свети Мартин има тропичен мусонен климат. Температурата се задържа между 20°C и 34°C.

## Френска и нидерландска част
Островът е с обща площ 87 квадратни километра и е разделен в съотношение приблизително 60/40 между Франция (53 кв. км) и Кралство Нидерландия (34 кв. км). Той е сред най-малките острови, разделен между 2 държави. Разделението става през 1648 г. Френската част е Сен Мартен, а нидерландската – Синт Мартен. Частите на острова са приблизително равни по население. На 1 януари 2009 г. населението на целия остров е 77 741 жители – 40 917 от нидерландската страна и 36 824 от френската страна. Френското владение е част от Европейския съюз.

## Туризъм
Островът е известна туристическа дестинация. Обслужва се от много големи авиокомпании, като всеки ден пристигат техни големи самолети, превозващи туристи от цял свят. 
Малката основна писта на летище „Принцеса Юлиана“ (в холандската част), поради разположението му между голям хълм и плажа, предлага впечатляващи гледки. Аерофотографи се опитват да уловят за снимка големите самолети, прелитащи само на няколко метра над плажуващите, (които често биват издухвани от реактивната струя, ако стоят по пътя ѝ).
Има и малко летище във френската част на острова за малки самолети, обслужващи съседните Карибски острови. То често е покрито с гъста мъгла по време на сезона на ураганите.